# Bandar Dalam (Sidomulyo)
Bandar Dalam is een bestuurslaag in het regentschap Lampung Selatan van de provincie Lampung, Indonesië. Bandar Dalam telt 3851 inwoners (volkstelling 2010).